# Пилорылы

Пилоры́лы, или пилы-рыбы (лат. Pristis), — род хрящевых рыб семейства пилорылых скатов надотряда скатов. Пилорылы распространены в тропических и тёплых умеренных водах Атлантического, Индийского и Тихого океанов. Обитают в морской или солоноватой воде, некоторые виды являются эвригалинными, а мелкозубый пилорыл живёт в пресной воде.
Самым заметным признаком является длинный плоский вырост рыла, обрамлённый по бокам зубцами одинаковой величины. Эти выросты расположены в один ряд с каждой стороны и придают рылу сходство с пилой.  Максимальная длина этих скатов колеблется от 1,4 до 7 м в зависимости от вида, максимальная масса составляет 2400 кг. Название рода происходит от слова др.-греч.  πριόνι — «пила». Пилорылы размножаются яйцеживорождением. Рацион состоит из мелких рыб и ракообразных. Продолжительность жизни до 80 лет.
Эти скаты находятся на грани исчезновения из-за ухудшения условий среды обитания и перелова. Численность их популяций снизилась до 10% от исторического уровня, а ареал сократился на 90 %.  С 2007 года международная торговля пилорылыми скатами находится под запретом.

## Описание
Тело у пилорылов уплощённое, рот, ноздри и жаберные щели расположены, как и у прочих скатов, на вентральной поверхности. Во рту имеются небольшие зубы. Глаза маленькие, позади них расположены брызгальца. Имеются 2 довольно крупных спинных плавника примерно одинакового размера, широкие грудные и уступающие им по размеру брюшные плавники треугольной формы, хвостовой плавник с развитой верхней лопастью. Анальный плавник отсутствует. Кожа покрыта плакоидной чешуёй. Дорсальная поверхность тела тёмная, а вентральная светлая. Как и у прочих пластиножаберных, плавательный пузырь отсутствует, а плавучесть поддерживается за счёт печени, богатой жиром. 

## Классификация
К роду в настоящее время относят 6 видов. Скатов, принадлежащих к роду пилорылов, условно разделяют на виды с крупными и мелкими зубцами «пилы». Мелкозубые пилорылы образуют комплекс видов Pristis pectinata (P. clavata, P. pectinata и P. zijsron), а крупнозубые — комплекс Pristis pristis (P. microdon, P. perotteti и P. pristis), который нуждается в дальнейших таксономических исследованиях. Вероятно,  мелкозубый и атлантический пилорылы являются не отдельными видами, а подвидами либо представителями субпопуляций одного и того же вида, имеющего глобальное распространение.
- Pristis clavata Garman, 1906 — Квинслендский пилорыл
- Pristis microdon Latham, 1794 — Мелкозубый пилорыл, или скат-пилонос
- Pristis pectinata Latham, 1794 — Гребенчатый пилорыл, или обыкновенный пилорыл[2]
- Pristis perotteti J. P. Müller & Henle, 1841 — Атлантический пилорыл
- Pristis pristis (Linnaeus, 1758) — Европейский пилорыл, или обыкновенная пила-рыба
- Pristis zijsron Bleeker, 1851 — Зелёный пилорыл

Ископаемые пилорылы:
- † Pristis amblodon — 16,0—13,6 млн лет назад, Северная Америка
- † Pristis aquitanicus
- † Pristis atlanticus — 11,6—7,3 млн лет назад, Европа
- † Pristis brachyodon
- † Pristis brayi
- † Pristis caheni
- † Pristis curvidens
- † Pristis dubius
- † Pristis ensidens
- † Pristis fajumensis
- † Pristis lanceolatus
- † Pristis lathami
- † Pristis olbrechtsi
- † Pristis prosulcatus
- † Pristis reinachi